# Guanare (khu tự quản)
Guanare là một khu tự quản thuộc bang Portuguesa, Venezuela. Thủ phủ của khu tự quản Guanare đóng tại Guanare. Khự tự quản Guanare có diện tích 2008 km2, dân số theo điều tra dân số ngày 21 tháng 10 năm 2001 là 157470 người.